# Paracleocnemis termalis
Paracleocnemis termalis là một loài nhện trong họ Philodromidae.
Loài này thuộc chi Paracleocnemis. Paracleocnemis termalis được miêu tả năm 1942 bởi Schiapelli & Gerschman.